# Johann Heinrich von Thünen

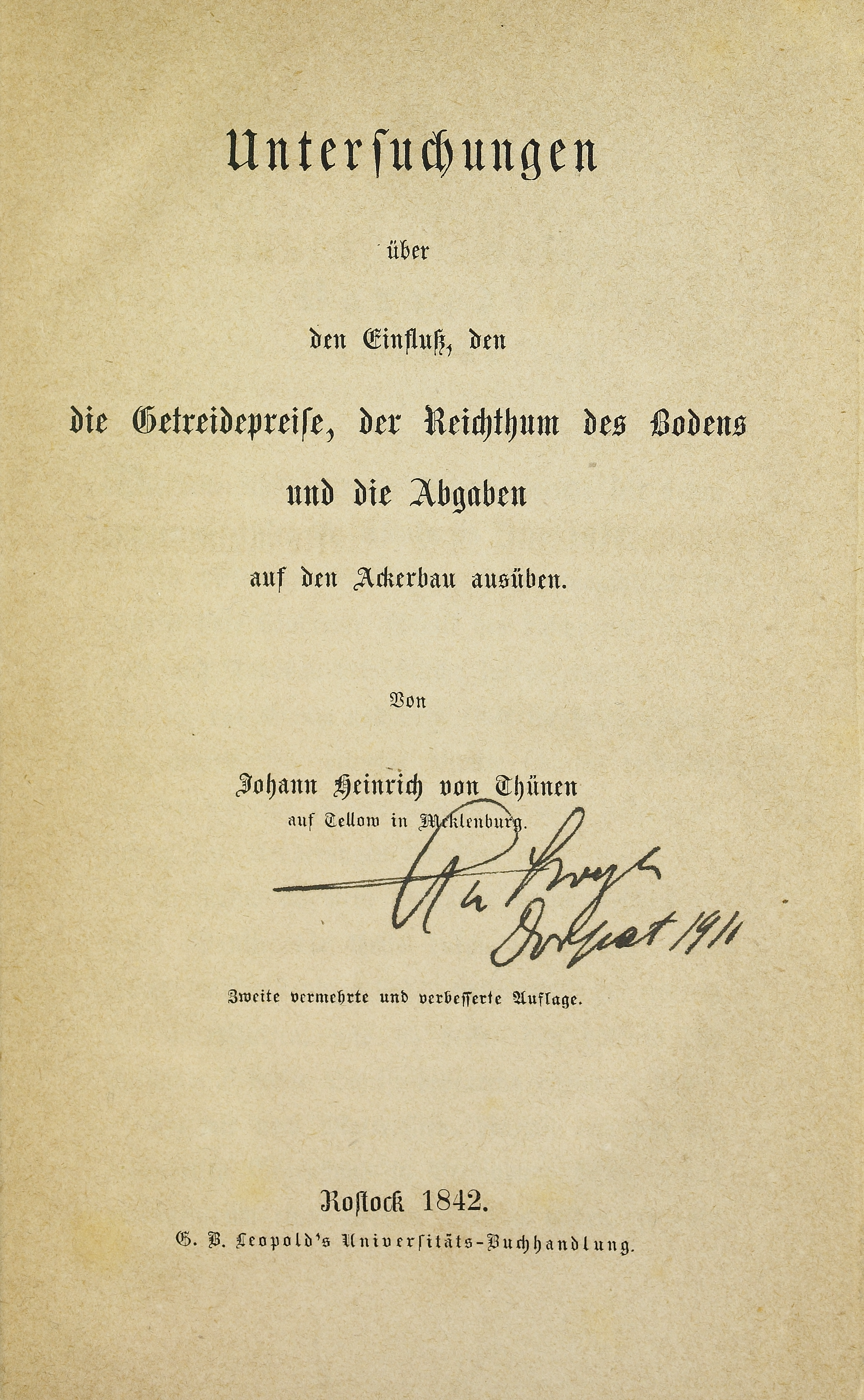
Untersuchungen uber den Einfluss, den die Getrieidepreise, der Reichthum des Zodens und die Abgaben auf den Ackerbau ausuben, 1842

Johann Heinrich von Thünen (Canarienhausen hoy Wangerland, Baja Sajonia, 31 de junio de 1783 - Tellow, Mecklemburgo, 22 de septiembre de 1850) fue un economista alemán, muy conocido por su teoría de la localización o de ubicación, sobre la geografía rural-urbana.
Pasó su infancia en Hooksiel y Jever, en la Baja Sajonia. Entre 1799 y 1803 recibió enseñanza agrícola de varios productores en la región de Hamburgo; luego estudió dos semestres en la Universidad de Göttingen.
Después de su matrimonio en 1806, tomó en arrendamiento una finca en Pomerania. Tres años más tarde, compró una propiedad de 465 hectáreas en Tellow, Mecklemburgo. Además de la gestión de su empresa, von Thünen se ocupó de la fertilización de las tierras con abonos, estudiando al mismo tiempo el movimiento de los precios de los cereales.
En 1818 se convirtió en miembro de una asociación patriótica local, y luego mantuvo durante dos años las funciones de director del distrito de Teterow. Publicó en 1826 (con Friedrich Perthes de Hamburgo) el resultado de sus reflexiones económicas, en una obra titulada "El Estado Aislado en relación con la agricultura y la economía nacional" (Der isolirte Staat in Beziehung auf Landwirthschaft und Nationalökonomie). En consideración a la calidad de sus investigaciones, fue nombrado en 1830 doctor honoris causa por la Universidad de Rostock. 
Entre 1836 y 1838 fue vicedirector de la asociación patriótica de Mecklemburgo. En 1842 publicó una edición corregida y aumentada de su libro (con Leopold de Rostock). En 1844 participó en los trabajos agronómicos de la sociedad agrícola de Mecklemburgo. 
Tras los acontecimientos revolucionarios de la primavera de 1848, von Thünen puso en marcha un proyecto de participación en beneficios de las empresas para los obreros de Tellow, el cual anticipó los principios establecidos más tarde por Bismarck en el imperio alemán. En junio siguiente, se hace a ciudadano de honor de la ciudad de Teterow. El mismo año fue elegido como suplente del diputado Johann Pogge en el marco del futuro Parlamento de Fráncfort (die Nationalversammlung), ciudad a donde nunca volvió. 
Publicó en 1850 la segunda parte de su obra en la cual presentó su teoría del "salario natural", expresada en una ecuación que se grabó en su lápida a Prebberede-Belitz cerca de Teterow.